# Przegroda przedsionkowo-komorowa

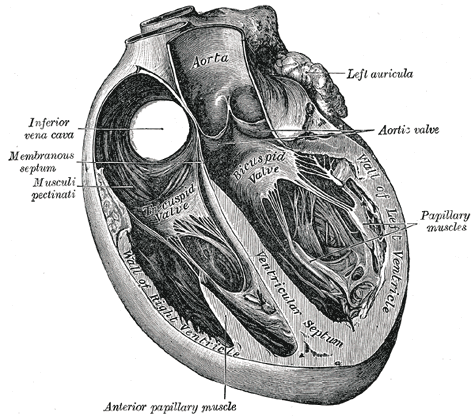
Wnętrze serca. Przegroda nie jest zaznaczona, ale jest widoczna.

Przegroda przedsionkowo-komorowa (łac. septum atrioventriculare) – przegroda serca prawidłowo położona pomiędzy zastawką dwudzielną a trójdzielną i oddzielająca lewą komorę od prawego przedsionka.
Obecność tej przegrody wynika z ustawienia ujść przedsionkowo-komorowych na różnych wysokościach (prawe ujście przedsionkowo-komorowe leży niżej niż lewe).
Chociaż sama nazwa "przegroda przedsionkowo-komorowa" sugeruje strukturę oddzielającą przedsionki od komór, to w praktyce bariery między prawym przedsionkiem a prawą komorą i lewym przedsionkiem a lewą komorą stanowią zastawki przedsionkowo-komorowe (nie przegrody).